# Sese
Pour les articles homonymes, voir Jacques Sese, îles Sese et Service suisse d'enquête de sécurité.
Sese est une ville du Botswana.